# Nailsworth
Nailsworth est une petite ville anglaise située dans le district de Stroud et le comté du Gloucestershire. En 2001, elle comptait 5 276 habitants.
Nailsworth est située dans les Cotswolds, le long de l'A46 au lieu de rencontre de trois vallées.
Le centre-ville a été revitalisé au cours de la dernière décennie.
Nailsworth est jumelée avec la commune française de Lèves.